# Dylan Demuynck
Dylan Sylvaan Kelly Elizalde Demuynck (6 mei 2004) is een Belgisch-Filipijns voetballer die uitkomt voor Koninklijke Lierse Sportkring.

## Carrière
Demuynck begon zijn jeugdopleiding bij SV Anzegem, maar maakte al snel de overstap naar Zulte Waregem. In juni 2022 ondertekende hij een profcontract bij laatstgenoemde club. Op 23 juli 2022 maakte hij er zijn officiële debuut in het eerste elftal van de club: op de openingsspeeldag liet trainer Mbaye Leye hem tegen RFC Seraing (2-0-winst) hem in de 83e minuut invallen voor Jean-Luc Dompé. Een week later liet Leye hem tijdens de 1-0-nederlaag tegen Antwerp FC in de 86e minuut opnieuw invallen voor Jean-Luc Dompé. Op 11 januari 2023 kreeg hij ook een paar minuten in de bekerwedstrijd tegen STVV, die Zulte Waregem met 2-0 won.
Demuynck was in het seizoen 2022/23 ook een vaste waarde bij Jong Essevee, het beloftenelftal van de club dat vanaf dat seizoen uitkwam in de Tweede afdeling. Demuynck scoorde in het debuutseizoen van Jong Essevee in het nationale voetbal acht competitiedoelpunten, mede dankzij een hattrick tegen Olsa Brakel op 8 januari 2023. Enkel Youssuf Sylla (22) en Lennert Hallaert (9) deden beter. Een paar weken na die hattrick ondertekende Demuynck een contractverlenging tot 2025. Op 28 februari 2024 werd zijn contract opnieuw verlengd deze keer tot de zomer van 2027.
In het begin van het seizoen 2024/25 kwam Demuynck uit op weinig speelminuten bij de eerste ploeg. Nadien liep hij tijdens training ook nog eens een blessure op. In datzelfde seizoen kwam hij terug in actie op 21 december en maakte de verlossende treffer voor Jong Essevee tegen KSC Dikkelvenne (2-0 winst).

## Clubstatistieken
| Seizoen         | Club             | Land            | Competitie      | Competitie | Competitie | Beker | Beker | Totaal | Totaal |
| Seizoen         | Club             | Land            | Competitie      | Wed.       | Dlp.       | Wed.  | Dlp.  | Wed.   | Dlp.   |
| --------------- | ---------------- | --------------- | --------------- | ---------- | ---------- | ----- | ----- | ------ | ------ |
| 2022/23         | Jong Essevee     | Vlag van België | Tweede afdeling | 29         | 8          | –     | –     | 29     | 8      |
| 2022/23         | SV Zulte Waregem | Vlag van België | Eerste klasse A | 2          | 0          | 1     | 0     | 3      | 0      |
| 2023/24         | SV Zulte Waregem | Vlag van België | Eerste klasse B | 20         | 2          | 3     | 1     | 23     | 3      |
| 2023/24         | Jong Essevee     | Vlag van België | Tweede afdeling | 2          | 2          | –     | –     | 2      | 2      |
| 2024/25         | Jong Essevee     | Vlag van België | Tweede afdeling | 7          | 1          | –     | –     | 7      | 1      |
| 2024/25         | SV Zulte Waregem | Vlag van België | Eerste klasse B | 2          | 0          | –     | –     | 2      | 0      |
| 2025/26         | K Lierse SK      | Vlag van België | Eerste klasse B | 0          | 0          | 0     | 0     | 0      | 0      |
| Carrière totaal | Carrière totaal  | Carrière totaal | Carrière totaal | 62         | 13         | 4     | 1     | 66     | 14     |

Bijgewerkt op 19 juni 2025.